# Bellator xenisma
Bellator xenisma és una espècie de peix pertanyent a la família dels tríglids.

## Descripció
- Fa 11 cm de llargària màxima.[5][6]

## Depredadors
A Colòmbia és depredat per Carangoides otrynter.

## Hàbitat
És un peix marí, demersal i de clima subtropical (35°N-1°N) que viu entre 60-94 m de fondària.

## Distribució geogràfica
Es troba al Pacífic oriental: des de la Baixa Califòrnia i el Golf de Califòrnia fins a Colòmbia.

## Observacions
És inofensiu per als humans.